# الرقابة على الإنترنت في فيتنام

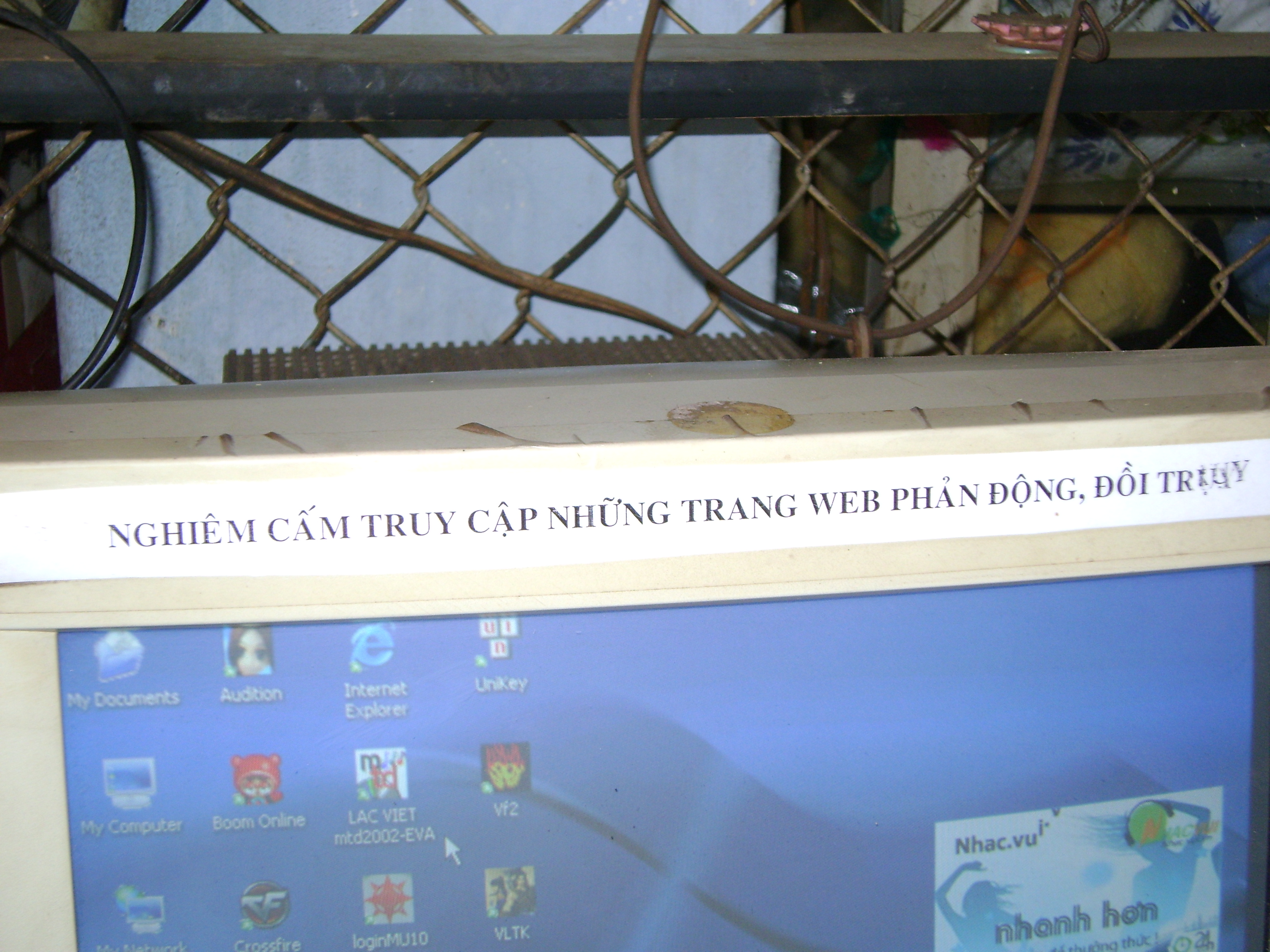
ملصق تحذيري في مقهى إنترنت بمدينة ثو دوك، فيتنام يحذر رواده من تصفح مواقع "منحرفة" أو "مفسدة" على الإنترنت.

تحول رقابة الإنترنت في فيتنام من الوصول إلى المواقع الإلكترونية التي تنتقد الحكومة الفيتنامية والأحزاب السياسية المغتربة ومنظمات حقوق الإنسان الدولية، وغيرها من الأمور التي لا تتوافق مع سياسة الحكومة الفيتنامية. أشار مصدر إلى أن الشرطة الفيتنامية تراقب مقاهي الإنترنت وتعتقل المعارضين السيبرانيين وتضعهم في السجن. تنظم فيتنام وصول مواطنيها إلى الإنترنت باستخدام الوسائل القانونية والتقنية. يُشار إلى جهود الحكومة المبذولة في تنظيم استخدام الإنترنت ومراقبته وتوفير الرقابة عليه باسم «جدار حماية البامبو». مع ذلك، يمكن للمواطنين عادةً استعراض آرائهم والتعليق عليها والتعبير عنها مدنيًا عبر الإنترنت، بشرط ألا تحرّك الحركة المناهضة للحكومة والانقلاب السياسي وتعطل الاستقرار الاجتماعي للبلاد.
في عام 2011، صنفت مبادرة أوبن نت درجة الحجب في فيتنام على أنها منتشرة في السياسة، ومرتفعة فيما يتعلق باستخدام وسائل الإنترنت، وانتقائية في المجالات الاجتماعية والصراعات الأمنية، بينما تعتبر منظمة مراسلون بلا حدود فيتنام «عدوًا للإنترنت».
تجادل الحكومة الفيتنامية أنها تبذل جهود الحجب سعيًا لحماية البلاد من المحتوى الفاحش أو الجنسي الصريح، إلا أن العديد من المواقع المحجوبة لا تحتوي على محتوى مماثل، وإنما مواد ذات أهمية سياسية أو دينية قد تقوض الحزب الشيوعي واستقرار حكم الحزب الواحد. أبلغت منظمة العفو الدولية عن العديد من حالات اعتقال نشطاء الإنترنت بسبب أنشطتهم على الإنترنت.

## خلفية
بدأ تنظيم الإنترنت في فيتنام في إطار مرسوم أصدرته الحكومة لعام 1997 والذي يحكم استخدام الإنترنت، فمُنح المدير العام لمكتب البريد صلاحيات إشراف تنظيمية حصرية على الإنترنت. نتيجة لذلك، اضطلعت المديرية بتنظيم جوانب الإنترنت، بما في ذلك تسجيل مزودي خدمات الإنترنت وإنشائهم، وتسجيل الأفراد الراغبين في استخدام الإنترنت من خلال عقود الاشتراك.

## الإطار القانوني
تنقسم المسؤولية التنظيمية عن مواد الإنترنت وفقًا لأسس موضوعية مع تركيز وزارة الثقافة والإعلام على المحتوى الجنسي الصريح أو العنيف أو المعتقدات الخرافية، بينما تراقب وزارة الأمن العام المحتوى السياسي. تضمن فيتنام حرية التعبير والصحافة والتجمع اسميًا بموجب الأحكام الدستورية، إلا أن قوانين أمن الدولة واللوائح الأخرى تقلل مستوى هذا الضمان الرسمي أو تلغيه في الواقع العملي. يتعين على جميع المعلومات المخزنة أو المرسلة أو المسترجعة من الإنترنت الامتثال لقانون الصحافة الفيتنامي وقانون النشر وغيرها من القوانين، بما في ذلك أسرار الدولة وحماية الملكية الفكرية. يخضع جميع الأفراد الفيتناميين والأجانب والمنظمات المشاركة في نشاط الإنترنت في فيتنام للمسؤولية القانونية فيما يتعلق بالمحتوى الذي يضعونه وينشرونه ويخزنونه. من غير القانوني استخدام موارد الإنترنت التي تعارض الدولة؛ وتزعزع أمن فيتنام أو اقتصادها أو نظامها الاجتماعي؛ وتحرض على معارضة الدولة؛ وتكشف أسرار الدولة؛ وتنتهك حقوق المنظمات أو الأفراد؛ وتتعارض مع خوادم نظام أسماء النطاقات في الدولة. صدر قانون تكنولوجيا المعلومات في يونيو 2006. تُفرض مجموعة من العقوبات على من ينتهكون قواعد استخدام الإنترنت، والتي تتراوح بين الغرامات إلى المسؤولية الجنائية عن ارتكاب جرائم كالتسبب في الفوضى أو الاضطراب الأمني.
يلزِم قانون 2010 مقدمي خدمات الإنترنت العامة، كمقاهي الإنترنت والفنادق والشركات التي توفر شبكة واي فاي مجانية، بتركيب برامج لتتبع أنشطة المستخدمين.
في سبتمبر 2013، دخل المرسوم 72 حيز النفاذ، والذي جعل من نشر أي مواد عبر الإنترنت «تضر بالأمن القومي» أو «تعارض» الحكومة أمرًا غير قانوني، إذ لا يُسمح للمستخدمين إلا «بتقديم المعلومات الشخصية أو تبادلها» عبر المدونات ووسائل التواصل الاجتماعي –حظر توزيع «المعلومات العامة» أو أي معلومات من وسيلة إعلامية (بما في ذلك المنافذ المملوكة للدولة)، ويُشترط على شركات الويب الأجنبية أن تشغل الخوادم محليًا إذا كانت تستهدف المستخدمين في فيتنام.

## المحتوى الخاضع للرقابة

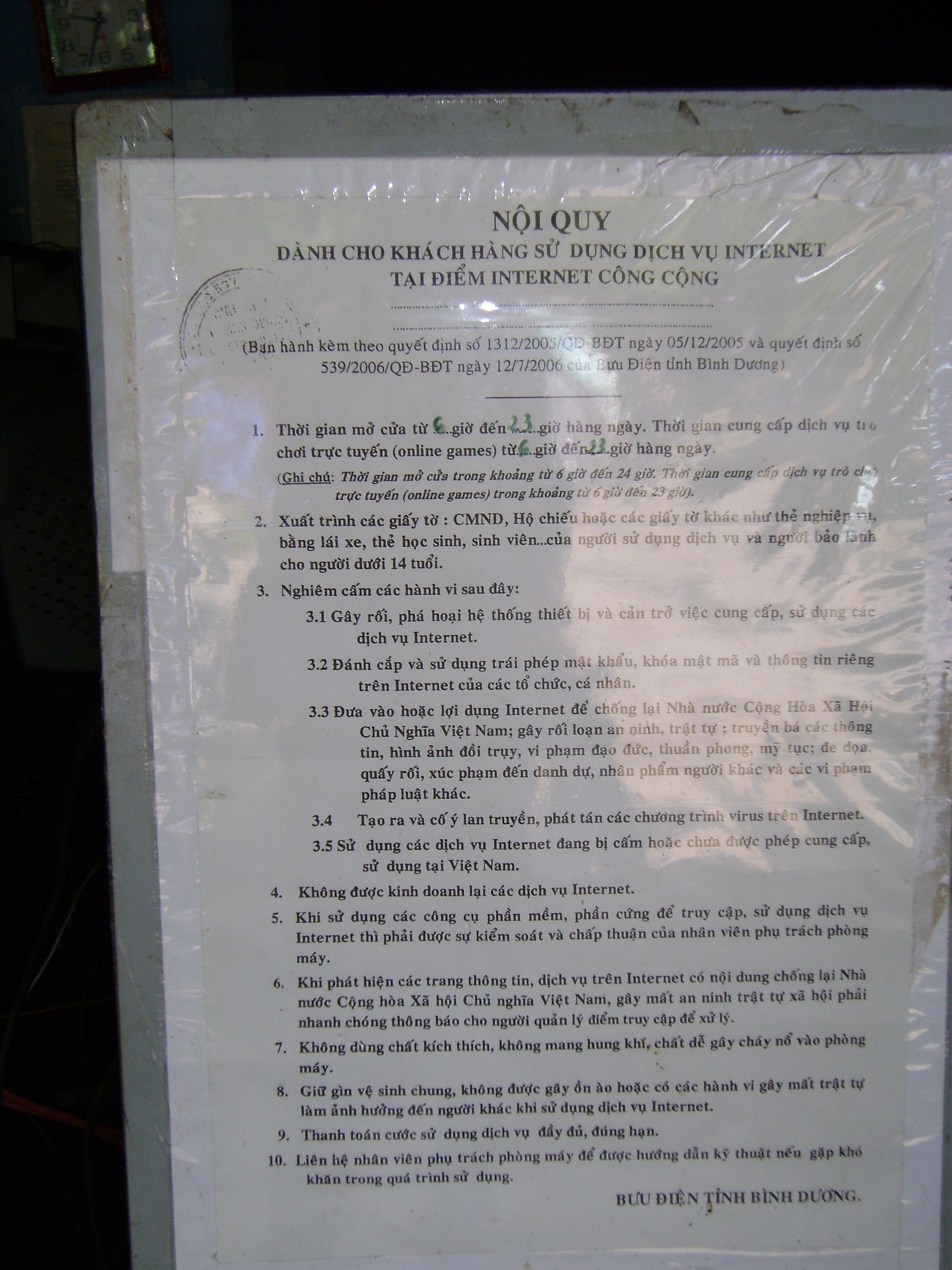
قائمة قواعد للمستخدمين في مقهى إنترنت تم نشرها في ثو دوك، مدينة هوشي منه، فيتنام

### المحتوى التخريبي
وجدت أبحاث مبادرة أوبن نت أن أغلب مواقع الويب المحجوبة تحتوي على محتويات حول المعارضة السياسية الخارجية ووسائل الإعلام الخارجية والمستقلة وحقوق الإنسان والموضوعات الدينية. يُحظر كذلك استخدام البروكسي وأدوات تجاوز الحجب غير القانونية للاستخدام.
غالبًا ما تكون المواقع المحجوبة في فيتنام مكتوبة باللغة الفيتنامية أو تتعامل مع القضايا المتعلقة بفيتنام. نادرًا ما تُحظر المواقع غير المرتبطة بفيتنام أو المكتوبة باللغة الإنجليزية. على سبيل الذكر، حظرت جميع مزودات الإنترنت النسخة الفيتنامية من موقع إذاعة آسيا الحرة بينما حظر مزود واحد نسخة اللغة الإنجليزية. حُظر موقع الويب الخاص بمنظمة حقوق الإنسان هيومان رايتس ووتش فقط في القائمة المختبرة لمواقع حقوق الإنسان العالمية، وحُظر العديد من المواقع الناطقة باللغة الفيتنامية التي تنتقد الحكومة بشكل عرضي أو غير مباشر وكذلك المواقع التي تنتقد الحكومة بشدة.
من الأمثلة على مواقع الويب المحظورة كذلك الموقع الإلكتروني لهيئة الإذاعة البريطانية (www.bbc.co.uk)، والذي يتمتع بحضور صحفي كبير.

### المحتوى الفاحش
على الرغم من أن المحتوى «الفاحش» هو أحد الأسباب الرئيسية التي تحججت الحكومة بها لفرض الرقابة على الإنترنت، يخضع القليل من مواقع الويب التي تحتوي مواد إباحية للرقابة في فيتنام. يدل ذلك على أن الرقابة في الواقع ليست لأسباب حكومية. أظهرت دراسة أجرتها أوبن نت في عام 2006 أنه لم تُحظر أي مواقع إباحية (باستثناء موقع يحتوي على رابط لموقع إباحي، حُظر لأسباب أخرى). يعتبر ممثلو وسائل الإعلام في فيتنام أن بعض المواقع مثل فيس بوك ويوتيوب محظورة لأسباب اقتصادية بسبب مرور 70%-80% من معدل نقل البيانات الدولي دون جلب الأرباح. في الوقت ذاته، انتشر العديد من الاستفسارات عما إذا كانت آلاف المواقع الإباحية مربحة للشبكة دون حظرها. في نوفمبر 2019، حظر بعض مزودي خدمة الإنترنت الفيتناميين مجموعة من المواقع الإباحية خفية أو رسميًا.

### شبكات التواصل الاجتماعي
يحتوي موقع التواصل الاجتماعي الشهير فيس بوك على نحو 8.5 مليون مستخدم في فيتنام وتنمو قاعدة مستخدميه بسرعة بعد أن أضاف الموقع واجهة باللغة الفيتنامية. خلال أسبوع 16 نوفمبر 2009، أفاد مستخدمو فيسبوك الفيتناميون أنهم غير قادرين على الوصول إلى الموقع. كان الوصول متقطعًا في الأسابيع السابقة، وأشارت بعض التقارير بأن الحكومة أمرت بمنع الوصول إلى فيس بوك.
في 27 أغسطس 2009، سُرّب مرسوم على الإنترنت يُعتقد أنه صادر عن جهة رسمية، إلا أنه لم يجر التأكد من صحته. نفت الحكومة الفيتنامية تعمّد حظر الوصول إلى فيس بوك، وصرحت شركة مزود خدمة الإنترنت إف بي تي أنها تعمل مع الشركات الأجنبية لحل الخطأ الذي أدى إلى حظر خوادم فيس بوك في الولايات المتحدة.